# Ігор Святославич (князь рязанський)
Ігор Святославич (*д/н — 1148) — 5-й князь рязанський у 1147—1148 роках.

## Життєпис
Син Святослава Ярославича, князя рязанського. відомостей про нього обмаль. 1146 року ймовірно отримав Пронське князівство. 1147 року після смерті брата Давида спадкував рязанське князівство. Повалений 1148 року Глібом Ростиславичем.